# Barringtonia augusta
Barringtonia augusta là một loài thực vật có hoa trong họ Lecythidaceae. Loài này được Kurz mô tả khoa học đầu tiên năm 1874.